# This Is Your Night
«This Is Your Night»  es una canción grabada por la cantante holandesa Amber, lanzada el 21 de mayo de 1996 como sencillo principal de su álbum debut del mismo nombre (1996). Está escrita por Amber y producido por los hermanos Berman y otros programadores. En enero de 1996, se lanzó una versión promocional de esta pista para seleccionar estaciones de radio Rhythmic Top 40/dance en Nueva York y Chicago. Esta versión recibió una difusión mínima antes de ser reemplazada por completo por la ahora conocida "Original Edit" y nunca se lanzó en ningún álbum o sencillo.
"This Is Your Night" alcanzó el número uno en Israel, y tuvo un gran éxito en muchos países, particularmente en Australia, Bélgica, Japón, Líbano, Países Bajos, Nueva Zelanda y España. Se ubicó en el top 40 en los Estados Unidos y ganó mayor prominencia después de aparecer en la película de comedia estadounidense de 1998, A Night at the Roxbury. En el Billboard Hot 100, "This Is Your Night" terminó estando sólo en la lista de fin de año de 1996, aunque alcanzó su punto máximo justo por encima del número 25 en 1997.

## Recepción de la crítica
Barry Walters de The Advocate elogió la canción como un "regalo endulzado". Alex Henderson de AllMusic lo consideró "pegadizo". Larry Flick de Billboard elogió la canción y la consideró "Euro-NRG de la más alta y festiva calidad". Añadió que "ella resume un entrañable encanto de niña y una voz chirriante y linda", destacando el "estribillo inmediatamente contagioso". En la reseña del sencillo, Flick comentó que Tommy Boy, normalmente con raíces en el hip-hop, "se sumerge de cabeza en la actual moda Euro-NRG con un himno animado que hará girar con el oído a la gente que nunca se cansa del ritmo estilo La Bouche". -sonrisas de oreja a oreja." Concluyó: "Amber tiene suficiente carisma para llevar este sencillo a la cima".  Chuck Campbell de Knoxville News Sentinel sintió que "irradia energía positiva" de la canción. L.A. Times lo declaró como un "groove house clásico", afirmando que "Amber trabaja los ritmos como una profesional, convirtiendo cada frase en una fusión perfecta de ritmo y melodía". Continuaron: "De hecho, hay algo francamente adictivo en la frase" dabba-dabba-dop, dip-dop-n-day "que ella espolvorea" a lo largo de la canción.  Un crítico de Sun-Sentinel lo describió como "un número pop alegre y hecho para tocadiscos"."

## Video musical
El vídeo musical que acompaña a "This Is Your Night" fue filmado en la ciudad de Nueva York, dirigido por Jeff Kennedy y producido por Nicola Doring. Se estrenó en octubre de 1996. Presenta a Amber cantando en una piscina con un tocado con joyas brillantes y rodeada de flores flotando en el agua posando con "manos de oración". Otras escenas muestran al cantante actuando en una cama o frente a un pequeño espejo en un joyero. También se la ve bailando con otros bailarines. En el medio, los bailarines bailan en el agua de una ducha. En el vídeo palabras como 'libre', 'para siempre', 'verdadero', 'sí', 'niña', 'noche', 'amor' y 'corazón' se proyectan con luz sobre los bailarines. Al final, Amber yace durmiendo en su cama. El video se publicó posteriormente en el canal oficial de YouTube de Tommy Boy en julio de 2018 y había generado más de 11 millones de visitas hasta diciembre de 2022.

## Impacto y legado
La revista estadounidense Vibe clasificó a "This is Your Night" en el puesto 13 en su lista de "Antes del EDM: 30 temas de baile de los años 90 que cambiaron el juego" en 2013. BuzzFeed clasificó la canción en el número siete en su lista de "Las 101 mejores canciones de baile de los años 90" en 2017.

## Remixes
El 17 de junio de 2022, la versiónSunday Night Bump Extended Remix de Junior Vasquez, que nunca antes se había publicado comercialmente, se lanzó en todas las plataformas digitales a nivel internacional como parte de la compilación larga de remixes de clubes "Amber Remixed - Extended Versions".
A partir de 2022, las siguientes versiones de "This is Your Night" están disponibles para descargar:
1. The original album version (1996)
2. The US 6 track CD maxi single (1996)
3. The worldwide 11 track Digital Special Edition Single.
4. Two remixes on "The Hits Remixed (2000)": Track 7: Mousse T. Remix 4:20 and Track 10: Junior Vasquez Sunday Night Bump Extended Mix 8:44,
5. The extremely popular 3 track Re-Recorded Single (JMCA, 2008), and 5. Two club mixes on "The Hits Remixed - Extended (2022 Digital Release)": Track 5: Junior Vasquez Sunday Night Bump Extended Mix 8:44, and Track 6: Mousse T. Remix - Extended 6:35.

## Disputa
Ha habido una disputa en curso entre Amber y los hermanos Berman con respecto a las acciones editoriales del título. Los hermanos Berman hicieron que Amber escribiera el 98% de la letra y la melodía de canto en un estudio en Hamburgo para una pista básica y, sin embargo, reclamaron la mayor parte de las acciones editoriales del título. En 1997, la participación de Amber se redujo a solo el 6,6% a sus espaldas, ya que los hermanos Berman agregaron el título a su editorial Shark Media.

## Formatos
| CD sencillo Reino Unido (1996) |                                         |          |  |
| N.º                            | Título                                  | Duración |  |
| 1.                             | «This Is Your Night» (Radio Mix)        | 3:40     |  |
| 2.                             | «This Is Your Night» (Berman House Mix) | 5:49     |  |

| N.º | Título | Duración |  |

| CD maxi (Helicopter Remix), UK (1996) |                                                  |          |  |
| N.º                                   | Título                                           | Duración |  |
| 1.                                    | «This Is Your Night» (Helicopter Remix)          | 6:05     |  |
| 2.                                    | «This Is Your Night» (1018 Mix)                  | 8:27     |  |
| 3.                                    | «This Is Your Night» (Berman House Mix)          | 5:49     |  |
| 4.                                    | «"This Is Your Night" ()» (DJ Enrie Workout Mix) | 9:47     |  |
| 5.                                    | «This Is Your Night» (Sunday Night Bump Dub)     | 6:00     |  |

| CD SlidePak, US (1996) |                                           |          |  |
| N.º                    | Título                                    | Duración |  |
| 1.                     | «This Is Your Night» (Main Mix)           | 3:58     |  |
| 2.                     | «This Is Your Night» (DJ Enrie Radio Mix) | 3:48     |  |

| CD maxi, US (1996) & Digital Maxi (2017) |                                                       |          |  |
| N.º                                      | Título                                                | Duración |  |
| 1.                                       | «This Is Your Night» (Junior's Sunday Night Bump Mix) | 8:45     |  |
| 2.                                       | «This Is Your Night» (Bermans House Mix)              | 5:49     |  |
| 3.                                       | «This Is Your Night» (DJ Enrie Workout Mix)           | 9:43     |  |
| 4.                                       | «This Is Your Night» (1018 Mix)                       | 8:27     |  |
| 5.                                       | «This Is Your Night» (Original Edit)                  | 3:58     |  |
| 6.                                       | «This Is Your Night» (Junior's Sunday Night Bump Dub) | 6:00     |  |

| Digital Maxi (Remixes), Worldwide (2023) |                                                       |          |  |
| N.º                                      | Título                                                | Duración |  |
| 1.                                       | «This Is Your Night» (Original Edit / Version)        | 3:58     |  |
| 2.                                       | «This Is Your Night» (Original 12" Mix)               | 5:40     |  |
| 3.                                       | «This Is Your Night» (Radio Mix)                      | 3:40     |  |
| 4.                                       | «This Is Your Night» (DJ Enrie Radio Mix)             | 3:47     |  |
| 5.                                       | «This Is Your Night» (DJ Enrie Dub)                   | 5:07     |  |
| 6.                                       | «This Is Your Night» (Helicopter Remix)               | 6:05     |  |
| 7.                                       | «This Is Your Night» (Helicopter Dub)                 | 5:45     |  |
| 8.                                       | «This Is Your Night» (1018 Dub)                       | 7:52     |  |
| 9.                                       | «This Is Your Night» (Mousse T Extended Instrumental) | 6:36     |  |
| 10.                                      | «This Is Your Night» (Mousse T Dangerous Dub)         | 6:42     |  |
| 11.                                      | «This Is Your Night» (Mousse T Radio Instrumental)    | 4:33     |  |

## Charts
| Lista (1996–97)                                | Alta posición |
| ---------------------------------------------- | ------------- |
| Australia (ARIA)                               | 11            |
| Bélgica (Flandes) (Ultratip Bubbling Under)    | 14            |
| Canadá Top Singles (Nielsen SoundScan)         | 13            |
| Canadá Dance/Urban (RPM)                       | 10            |
| España (AFYVE)                                 | 3             |
| Estados Unidos Billboard Hot 100               | 24            |
| Estados Unidos Hot Dance Club Play (Billboard) | 10            |
| Estados Unidos Mainstream Top 40 (Billboard)   | 7             |
| Islandia (Íslenski Listinn Topp 40)            | 33            |
| Israel (IBA)                                   | 1             |
| Japón                                          | 3             |
| Nueva Zelanda (Recorded Music NZ)              | 40            |
| Países Bajos (Dutch Top 40)                    | 16            |
| Países Bajos (Mega Single Top 100)             | 14            |

| Lista (1996)                     | Posición |
| -------------------------------- | -------- |
| Estados Unidos Billboard Hot 100 | 82       |